# Dance in the Dark
A Dance in the Dark Lady Gaga amerikai énekesnő dala a The Fame Monster (2009) című harmadik középlemezéről (EP), amely a The Fame (2008) című debütáló stúdióalbumának újrakiadása. A dal inspirációja abból az intim és bensőséges élményből származik, mely két ember között jöhet létre egy hálószobában. Az énekesnő elmondása szerint „a dal egy olyan lányról szól, aki a sötétben szeret szexelni, mert szégyelli a testét”. Azt mondta, a MAC kozmetikai cég AIDS-alapítványával való munkája során ismert meg ilyen nőket, és a dallal fejezi ki, megérti hogy éreznek. A Dance in the Dark egy Europop dal, emellett retró és új hullám (new wave) zenei hatásokat tartalmaz és egy dadogós bevezetővel kezdődik. Tartalmaz egy beszéd jellegű részt is, amelyben Gaga olyan híres embereknek a nevét említi, akik tragikus körülmények között veszítették életüket.
Az Interscope Records a Dance in the Darkot szánta a The Fame Monster harmadik kislemezének, de Gaga ragaszkodott az Alejandróhoz, amely 2010 áprilisában jelent meg. Néhány hónappal később a Universal Music France kiadta a Dance in the Darkot a francia rádiók számára, így ez lett az EP negyedik és egyben utolsó kislemeze az országban. A kritikusok dicsérték a dalt a refrénje és a témája miatt, bár néhányan sablonosnak találták a produkciót. A retrospektív kritikák a dalt Gaga egyik legjobbjaként értékelték. A Dance in the Dark Lengyelországban, Magyarországon és Csehországban a Top 10-be került a slágerlistákon, valamint az amerikai Dance/Electronic Digital Song listán is. Grammy-díjra jelölték A legjobb dance felvétel kategóriában.
Gaga a Dance in the Darkot adta elő a The Monster Ball Tour nyitódalaként. Az első észak-amerikai koncerteken zöld lézerháló mögött állva énekelte a számot, míg a turné megújított változatán az éjszakai New York világát idéző díszletek között adta elő a dalt. A 2010-es BRIT Awards-on is előadásra került a szám – Gaga a fellépését a nem sokkal ezt megelőzően elhunyt barátja, Alexander McQueen divattervező emlékére ajánlotta. A dal felkerült az énekesnő Las Vegas-i Enigma című rezidencia-koncertsorozatának dallistájára. A dal remixe megjelent a The Remix című albumán (2010).

## Háttér

Lady Gaga árnyképe a Dance in the Dark előadása közben a The Monster Ball turnén.

Lady Gaga a Myspace Music Feed-nek adott interjújában elmondta, hogy a Dance in the Dark-ban az önmagunktól való félelemről énekel. A Los Angeles Times-nak pedig arról beszélt, az az intim és bensőséges élmény ihlette a dalt, amely két ember között jöhet létre egy hálószobában. Azt mondta, egy olyan lányról énekel, aki a sötétben szeret szexelni, mert szégyelli a testét. „A lány nem szeretné, hogy a párja meztelenül lássa. Szabad lesz, kiengedi magából  a belső állatot, de csak akkor, ha a fények kialusznak” – mondta. Hozzátette, hogy ahogy a dalban szereplő lánynak, úgy neki is meg kell küzdenie a teste és önmaga iránti kétségeivel. Gaga arról is beszélt, hogy a MAC kozmetikai cég AIDS elleni kampányában való munkája során rájött, hogy sok korabeli nő nem mer hangot adni gondolatuknak, véleményüknek, mert attól tartanak, emiatt elveszítenék a párjukat. A dallal azt akarja kifejezni, megérti hogy mit éreznek.
„Remélem, imádkozom érte, hogy némi változást tudok elérni az emberek gondolkodásában a show alatt. Éneklik [velem] a Dance in the Dark-ot, […] és [közben] mindent kiengednek magukból. De a dalok nem a szabadságról szólnak, hanem [azt üzenem vele]: »megértelek titeket. Ugyanúgy érzek, mint ti«” – mondta.
Az MTV szerint a Dance in the Dark lett volna a The Fame Monster album harmadik kislemeze, amely a Telephone után jelent volna meg, de Gaga – a kiadója elképzelésével szemben  az Alejandrót jelentette meg. A belgiumi iTunes-on ugyanakkor promóciós célokból digitális formában letölthetővé vált az album megjelenése előtt, 2010. július 26-ától pedig játszani kezdték az ausztráliai rádiók. A dal ezt követően még néhány európai országban is kiemelkedő rádiós játszási adatokat ért el.

## Kompozíció
A Dance in the Dark-ra nagy hatással voltak a retro és az új hullám zenei műfajok. A MusicOMH kritikusa, Michael Hubbard szerint a dal egy dadogós bevezetővel, illetve orgazmusra utaló nyögésekkel indul, majd Gaga ezután kezd a dal éneklésébe. Madonna 1990-es Vogue című kislemezéhez hasonlatos beszéd jellegű rész is hallható a számban. A „Run run her kiss is a vampire grin/The moonlight's away while she's howlin' at him” szövegrészben az énekesnő vámpírokra utal. Gaga elmondta, hogy ezek a sorok azt fejezik ki, hogy az emberek mennyire bíznak a külső motivációban belső aggályaik leküzdésében. „Nem érzi magát szabadnak a hold nélkül” – mondta Gaga. „Ezeken a dalszövegeken keresztül tudok beszélni arról, hogy szerintem a nők és néhány férfi állandóan bizonytalannak érzik magukat. Nem csak néha, nem csak a kamaszkor időszaka alatt, hanem folyamatosan.” A beszélve elmondott szövegrészben a hollywoodi csillogás, a Vogue stílusikonjai helyett olyan emberek szerepelnek, akiknek élete tragikus módon végződött: Marilyn Monroe (valószínűleg öngyilkos lett), Judy Garland (gyógyszer-túladagolás), Sylvia Plath (szintén öngyilkosságot követett el), JonBenét Ramsey (egy 6 éves kislány, aki gyermek szépségkirálynő volt, és akinek meggyilkolása nagy médiavisszhangot váltott ki), Liberace (AIDS vezetett a halálához), Jézus Krisztus (keresztre feszítették), Stanley Kubrick (szívrohamban halt meg), és Diána walesi hercegné (autóbaleset áldozata lett).

## Kritikai fogadtatás
Bill Lamb az About.com-tól egy „nagyszabású, szomorkás pop számnak” nevezte a Dance in the Dark-ot, amelynek „a hallgatót is dalra fakasztó refrénje az egyik legjobb Gaga repertoárjából”. Paul Lester a BBC-től „átlagos gépies hangzású RnB”-számnak tartotta a dalt. Evan Sawdey a PopMatters-től a Dance in the Dark-ot a Monster című számmal együtt „meglepően hatásos popzenei koktélnak” nevezte. Scott Plagenhoef, a Pitchfork Media szerzője szerint Gaga Madonnává változott ebben a számban. Edna Gunderson, az USA Today írója mesterkéltnek érezte a dalt. Sal Cinquemani, a Slant Magazine írója szerint a Dance in the Dark a Bad Romance-szel együtt féktelen new wave-szintikkel telerakott szám. A The Fame Monster album egyik fénypontjának nevezte, ugyanakkor ezt írta: „Az orgazmust kísérő nyögésekkel dúsított dadogós bevezető rész után a szám kissé a szokásos Gaga-számokhoz válik hasonlóvá, és elég nagy kár, hogy a korábbi számok sablonja uralkodik el rajta.” Ben Patashnik, a brit NME zenei lap írója a Monster-rel együtt ezt is „elhagyhatónak” találta a The Fame Monster albumról. Michael Hubbard a MusicOMH-tól dicsérte a dalt, melyet így jellemzett: „remekbe szabott refrén, és Madonnát idéző beszélve mondott szavak, beleértve a kiáltást, egy elveszített királyi sarjhoz intézve: »You will never fall apart Diana, you're still in our hearts / Never let you fall apart/ Together we'll dance in the dark.«”

## Kereskedelmi fogadtatás
Magyarországon a Dance in the Dark az album megjelenését követő magas digitális letöltéseknek köszönhetően a 9. helyen debütált a Mahasz Single (track) Top 10 listáján 2009. november 30-án, azonban a következő héten kiesett a listáról. Az Egyesült Királyságban a dal a 89. helyen szerepelt a brit kislemezlistán 2009. december 12-én. A Kanadai Hot 100 kislemezlistán a 88. helyen volt a szám a 2009. november 11-ei héten, de ezt követően itt is eltűnt a listáról. Miután a dal megjelent az ausztrál rádiókban, a 93. helyen debütált az ottani hivatalos kislemezlistán. A következő héten 50 pozíciót tudott javítani, és egészen a 43. helyre lépett előre. A dal legjobb helyezése Ausztráliában a 24. pozíció volt. Az Egyesült Államokban 2010. augusztus 21-én debütált a Billboard Bubbling Under Hot 100 elnevezésű kislemezlistáján a 22. helyen. A lista azt a 25 dalt tartalmazza, amelyek a legközelebb vannak ahhoz, hogy debütálhassanak a Billboard Hot 100 listáján. 2010. augusztus 25-én a Dance in the Dark a francia rádiókban is megjelent, amelynek hatására a francia rádiós listára, és a digitális kislemezlistára is felkerült. A dal ezen kívül még a cseh és szlovák rádiós listákon is a legtöbbet játszott tíz szám között volt.

## Élő előadások

Lady Gaga a Dance in the Dark előadása közben a The Monster Ball turnén.

Gaga a Dance in the Dark-ot adta elő nyitószámként The Monster Ball Tour koncertsorozatán. A turné első észak-amerikai szekciójában Gaga  hálószerű, zöld lézerfény mögött állva énekelte el a számot a szinte teljesen sötét színpadon. Ezüstszínű ruhát viselt, amelyet égők világítottak ki. A szám előrehaladtával táncosai is megjelentek mögötte testüket és arcukat beborító fehér öltözékben és maszkban. A turné megújított, világ körüli változatában is a Dance in the Dark a nyitószám, és egyben a "Város" című szín első száma is. Gaga a még sötét színpadon énekel, miközben egy vászonra kivetítik árnyképét, és táncoló mozdulatokat tesz.
Gaga 2010. február 16-án, a BRIT Awards gálán is előadta a Dance in the Dark-ot az Earls Court Exhibition Centre-ben. Az előadása inspirációját a nem sokkal korábban elhunyt barátja, Alexander McQueen divattervező munkássága jelentette. Az énekesnő eredetileg egész más jellegű fellépést tervezett, de az utolsó pillanatban úgy döntött, megváltoztatja a koncepciót, és McQueen előtt tiszteleg előadásával. A Dance in the Dark előtt előadta a Telephone akusztikus változatát, és a zongoránál ülve a közönséggel is tudatta, Alexander McQueennek ajánlja fellépését. A fehér színű színpadon egy magas talapzatra helyezett, Gagát mintázó szobor is állt, zongora formájú szoknyával, és a McQueen által tervezett, rákollóra emlékeztető magassarkú cipővel, amelyet az énekesnő a Bad Romance videóklipjében viselt. A Telephone végén dance-es zenei motívum volt hallható. Gaga felállt a zongorától, és odament a Haus of Gaga által tervezett, "Emma" gitárszintetizátorához, hogy előadja a Dance in the Dark-ot technós hangzású változatban. Az előadás alatt fehér csipkeruhát, és hatalmas, feltornyozott, Marie Antoinette-et idéző parókát viselt. Nem sokkal az előadás után Gaga ezt írta Twitter-oldalára: „A ma esti fellépést barátunk inspirálta. A maszk Philip Treacy-től, a szobor Nick Knight-tól, a zene Lady Gagától. Hiányzol nekünk.”

## Megjelenési forma és számlista
- Digitális letöltés[5]

1. Dance in the Dark – 4:48

## Helyezések
| Lista (2009–11)                               | Legjobb helyezés |
| --------------------------------------------- | ---------------- |
| Ausztrália (ARIA)                             | 24               |
| Belgium (Ultratop 50 Flanders)                | 33               |
| Belgium (Ultratop 50 Wallonia)                | 48               |
| Kanada (Canadian Hot 100)                     | 88               |
| Csehország (Rádio – Top 100)                  | 10               |
| Francia digitális lista (SNEP)                | 30               |
| Magyarország (Single Top 40)                  | 9                |
| Lengyelország (Dance Top 50)                  | 38               |
| Lengyelország (Polish Airplay New)            | 2                |
| Oroszország (TopHit Airplay)                  | 56               |
| Skócia (Scottish Singles Top 40)              | 65               |
| Egyesült Királyság (UK Singles Chart)         | 89               |
| Ukrajna (TopHit Airplay)                      | 22               |
| US Bubbling Under Hot 100 Singles (Billboard) | 22               |
| US Dance/Electronic Digital Songs (Billboard) | 9                |

| Lista                    | Helyezés |
| ------------------------ | -------- |
| Ukrajna (TopHit Airplay) | 172      |

## Minősítések
| Régió                                                            | Minősítés | Eladott példányszám |
| ---------------------------------------------------------------- | --------- | ------------------- |
| Ausztrália (ARIA)                                                | platina   | 70 000‡             |
| ‡ Eladási+streaming példányszámok kizárólag a minősítés alapján. |           |                     |

## Megjelenések
| Régió         | Dátum               | Formátum           | Kiadó      | For.   |
| ------------- | ------------------- | ------------------ | ---------- | ------ |
| Belgium       | 2009. november 9.   | Digitális letöltés | Interscope | [ 51 ] |
| Franciaország | 2010. augusztus 25. | Rádiós megjelenés  | Universal  | [ 52 ] |

## Közreműködők
- Lady Gaga – dalszöveg, ének, társproducer, szervezés
- Fernando Garibay – producer, dalszöveg, hangszerelés, digitális hangkeverés, szervezés
- Robert Orton – hangkeverés
- Jonas Wetling – felvétel, hangmérnök
- Dan Parry – felvétel, hangmérnök
- Christian Delano – felvétel, hangmérnök

Forrás:

## Fordítás
- Ez a szócikk részben vagy egészben  a   Dance in the Dark című angol Wikipédia-szócikk fordításán alapul.  Az eredeti cikk szerkesztőit annak laptörténete sorolja fel. Ez a jelzés csupán a megfogalmazás eredetét és a szerzői jogokat jelzi, nem szolgál a cikkben szereplő információk forrásmegjelöléseként.